# Свети Атанасий (Бесвина)
Вижте пояснителната страница за други значения на Свети Атанасий.
„Свети Атанасий“ (на гръцки: Αγίου Αθανασίου Σφήκας) е възрожденска православна църква в бившето костурското село Бесвина (Андартико), Егейска Македония, Гърция.

## Описание
Църквата е единствената запазена сграда в селото, но е в порутено състояние. Представлява типичната за XIX век трикорабна базилика с дървен покрив с леки багдатски конструкции на кръглите куполи на църквата. Църквата е изградена с недялани камъни и с дялани в ъглите. Входът е от запад. В полуцилиндричната арка на светилището са запазени стенописи на Света Богородица Ширшая небес и Иисус Христос.